# Aarón Guillén
Aarón Guillén (Chihuahua, 23 giugno 1993) è un calciatore messicano, difensore dei T.B. Rowdies.

## Carriera
Ha giocato nella massima serie nordamericana (statunitense). Inoltre, ha giocato quattro partite nella fase finale della CONCACAF Champions League.